# Друэн, Мишель
Мишель Друэн (англ. Michelle Drouin, род. 26 февраля 1974, Чикаго-Хайтс, Иллинойс) — американская исследовательница, изучающая психологические проблемы, связанные с социальными сетями и коммуникационными технологиями. Друэн — доцент кафедры психологии в Университете Индианы — Университете Пердью в Форт-Уэйне.

## Исследования
Друэн изучала обман во время секстинга и то, как текстовые сообщения и секстинг влияют на привязанность в отношениях между студентами колледжа, а также в отношениях между взрослыми людьми. Она обнаружила корреляцию между принудительным секстингом и проблемами психического здоровья, а также связь между интернет-троллингом и садизмом. Она рассказала, как люди иногда используют социальные сети для поддержания второстепенных отношений, чтобы поддерживать связь с возможными будущими романтическими партнёрами. Большая часть её исследований сосредоточена на сайтах социальных сетей, таких как Facebook; например, она обнаружила, что некоторые люди заводят новые романтические связи, добавляя в друзья людей на Facebook. Она изучала проблему фантомных вибраций, с которыми сталкиваются многие пользователи сотовых телефонов, когда телефон как будто вибрирует, но на самом деле не вибрирует. Проведённое ею исследование показало, что 89% студентов испытывали фантомные вибрации как минимум раз в две недели. Она обнаружила, что люди с большей вероятностью испытывали фантомные вибрации, если они ожидали эмоциональной реакции на входящие сообщения. Её исследование показало, что молодые люди, как правило, не поддерживают практику использования работодателями социальных сетей при принятии решений о найме.